# Джурів
Джу́рів — село в Україні, у Снятинській міській громаді Коломийського району Івано-Франківської області.
Відповідно до Розпорядження Кабінету Міністрів України від 12 червня 2020 року № 714-р «Про визначення адміністративних центрів та затвердження територій територіальних громад Івано-Франківської області» увійшло до складу Снятинської міської громади.

## Назва
Походження назви села дуже цікаве, за деякими даними назва села походить від імені польського пана Джура або Юра, ще є одна версія, від слова джерело, бо їх тут дуже багато.
Згадування на давніх картах:
ХІІ ст.- "Juoru"
1767 р.-"Dzurow"
1873-74 р.-"Dzurow"
1910 р.-"Dzurow"
1917 р.-"Дзуровь"
Угорські карти-"Dzurow"
1923 р.-"Dzurova"
1930 р.-"Dzurow"
1932-33 р.-"Dzurow"
1941 р.-"Dzurow"
Німецькі карти-"Dzurou"
1950 р.-"Dzurow"
1954 р.-"Zhurow"
1977 р.-"Джуров"

## Географія
Джурів розташований у дуже вигідному місці. Крізь село пролягають три центральні дороги. Одна з них веде на Заболотів, звідтіля на Коломию й далі, інша — на Снятин, Чернівці, третя — на Рожнів, Косів, у Карпати.

## Історія
Хоча офіційно датою заснування села вважається 1394 рік, археологічні знахідки засвідчують, що саме тут, на берегах швидкоплинних річок Черемоша й Рибниці, поселення існували значно раніше. Поки що не досить вивчені сільські урочища Чорновище та Брама (урочище). На давніх та сучасних мапах, виданих у Польщі, урочище Чорновище називається ще й Каратурою. Очевидно, від тюркського слова «кара», що означає чорний, а «тура» — башта фортеці. Тут у ХІІ-ХІІІ віках знаходився житлово-оборонний комплекс. Цілком ймовірно, що це поселення спалили під час численних набігів монголо-татар.
Згадується 28 квітня 1461 року в книгах галицького суду.
За даними облуправління МГБ у 1949 р. в Заболотівському районі підпілля ОУН найактивнішим було в селах Джурів і Новоселиця.
Церква
Церква Воздвиження Чесного Хреста Господнього 1828 р. належить ПЦУ. Настоятель митрофорний протоієрей Ярослав Петрук.
Вузькоколійка
В 1892-93 роках була побудована промислова вузькоколійна залізниця від Видинова через Рудники до Джурова на вугільну шахту. Вугілля вивозилося вагонетками на гужовій тязі. Довжина лінії становила 15,3 км. Колія шириною 600 мм. В 1913 дорога повністю перебудована. Добудовано дві гілки: довжиною 1,9 км до шахти Сигізмунда і довжиною 3,2 км до шахти в Новоселиці. В Джурові був міст довжиною 248 м через річку Рибниця. Дорога експлуатувалась на гужовій тязі. Шахти та вузкоколійку закрито в 1928.
Ґміна
У 1934—1939 рр. село було центром ґміни Джурув.

## Населення

### Мова
Розподіл населення за рідною мовою за даними перепису 2001 року:
| Мова       | Кількість | Відсоток |
| ---------- | --------- | -------- |
| українська | 1796      | 99.23%   |
| російська  | 12        | 0.67%    |
| угорська   | 1         | 0.05%    |
| румунська  | 1         | 0.05%    |
| Усього     | 1810      | 100%     |

## Економіка
Після закриття шахт промислового видобування вугілля до 1957 року, вугілля видобували приватно. Зараз збереглися дві похильні, які становлять інтерес для спелеотуристів.
Станом на 1 січня 2010 року на території села працювало 30 підприємців, стільки ж — малих підприємств. Успішно розвивають свій бізнес приватні фірми — «Роса», «Нектар», завод «Ватра», цегельний завод, МП «Вектор-49».
У Джурові є майстерні з ремонту одягу та взуття, годинників, два стоматологічні кабінети, сільський комунгосп має ритуальний автомобіль, який обслуговує не лише поховальні ритуали у Джурові, а й у сусідніх селах району. А до послуг місцевої пральні вдаються не тільки жителі Снятинського району, а й сусіднього — Косівського.

## Спорт
У 2000 році в селі започаткувалась Снятинська ДЮСШ ФСТ «Колос». Відкрито відділення вільної боротьби, діє Борцівський спортивний клуб «Ластівка».
Київське «Динамо» у Джурові
Теплого вересневого дня 1969 року у селі Джурів відбувся товариський матч місцевої футбольної команди «Колос» із триразвим  чемпіоном СРСР (1966-1968рр) київський «Динамо». У складі "Динамо" тоді виступали, Олександр Дамін, Володимир Веремєєв, Юрій Ванкевич, Володимир Трошкін.

## Відомі люди
- Липова Парасковія Прокопівна — художник декоративно-прикладного мистецтва, член Національної спілки художників України (1989).

- Чабан Роман Дмитрович — вчитель, геолог.